# Murex
Murex är ett släkte av havslevande snäckor som ingår i familjen purpursnäckor (Muricidae).

## Dottertaxa tillMurexi urval
Se Kategori:Murex

## Lista över arter
Murex Acanthostephes
Murex Aduncospinosus
Murex Africanus
Murex Altispira
Murex Brevispina
Murex Brevispina Macgillivrayi
Murex Brevispina Ornamentalis
Murex Brevispina Senilis
Murex Carbonnieri
Murex Concinnus
Murex Coppingeri
Murex Djarianensis Poppei
Murex Echinodes
Murex Falsitribulus
Murex Forskoehlii
Murex Forskoehlii Mediterranea 
Murex Huangi
Murex Hystricosus
Murex Indicus
Murex Kerslakae
Murex Occa
Murex Pecten
Murex Pecten Soelae
Murex Philippinensis
Murex Queenslandicus
Murex Salomonensis
Murex Scolopax
Murex Somalicus
Murex Spectabilis
Murex Spinastreptos
Murex Tenuirostrum
Murex Ternispina
Murex Trapa
Murex Tribulus
Murex Tribulus Spicatus
Murex Troscheli
Murex Troscheli Heros
Murex Protocrassus

## Bildgalleri

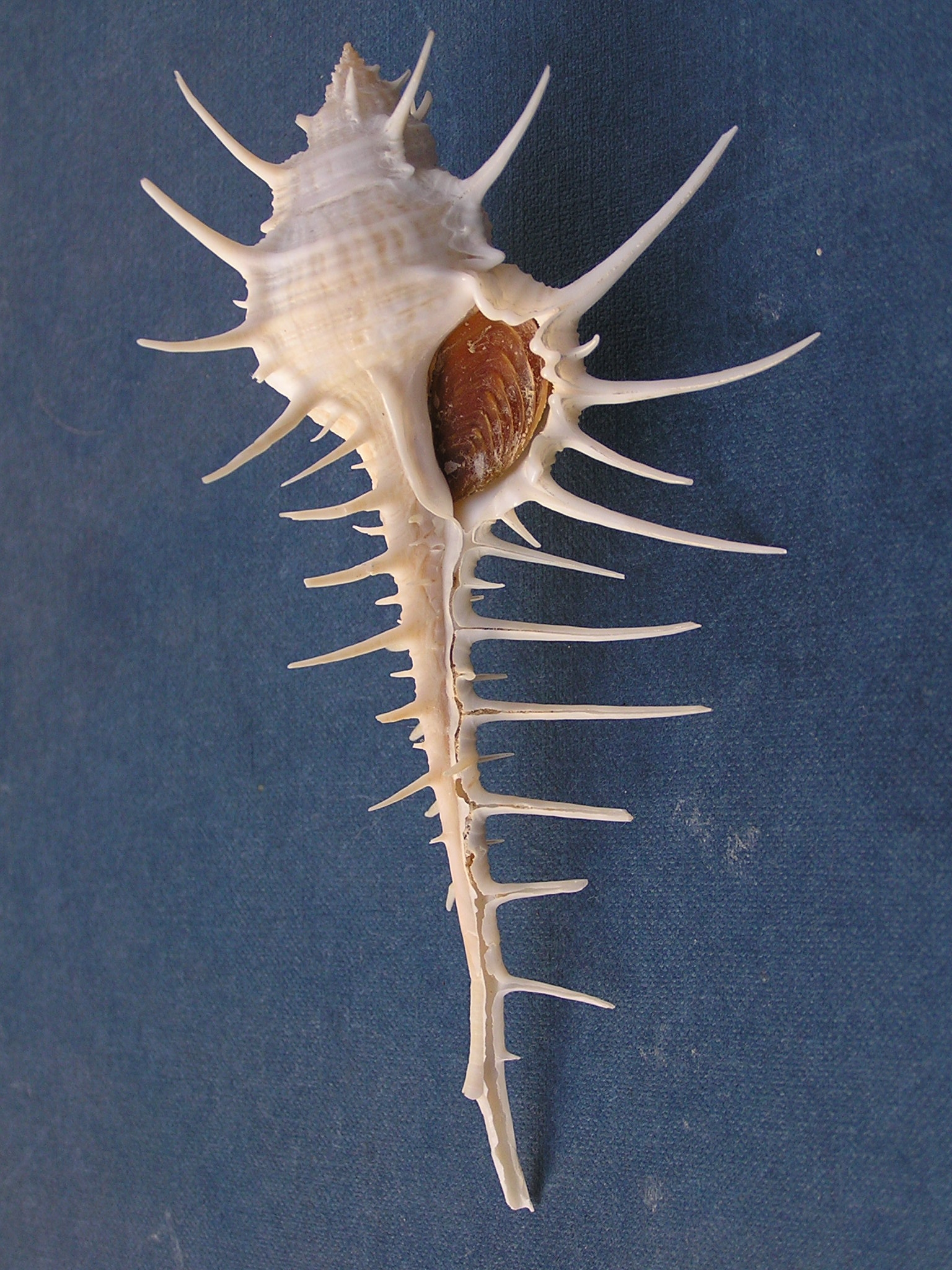
Murex altispira
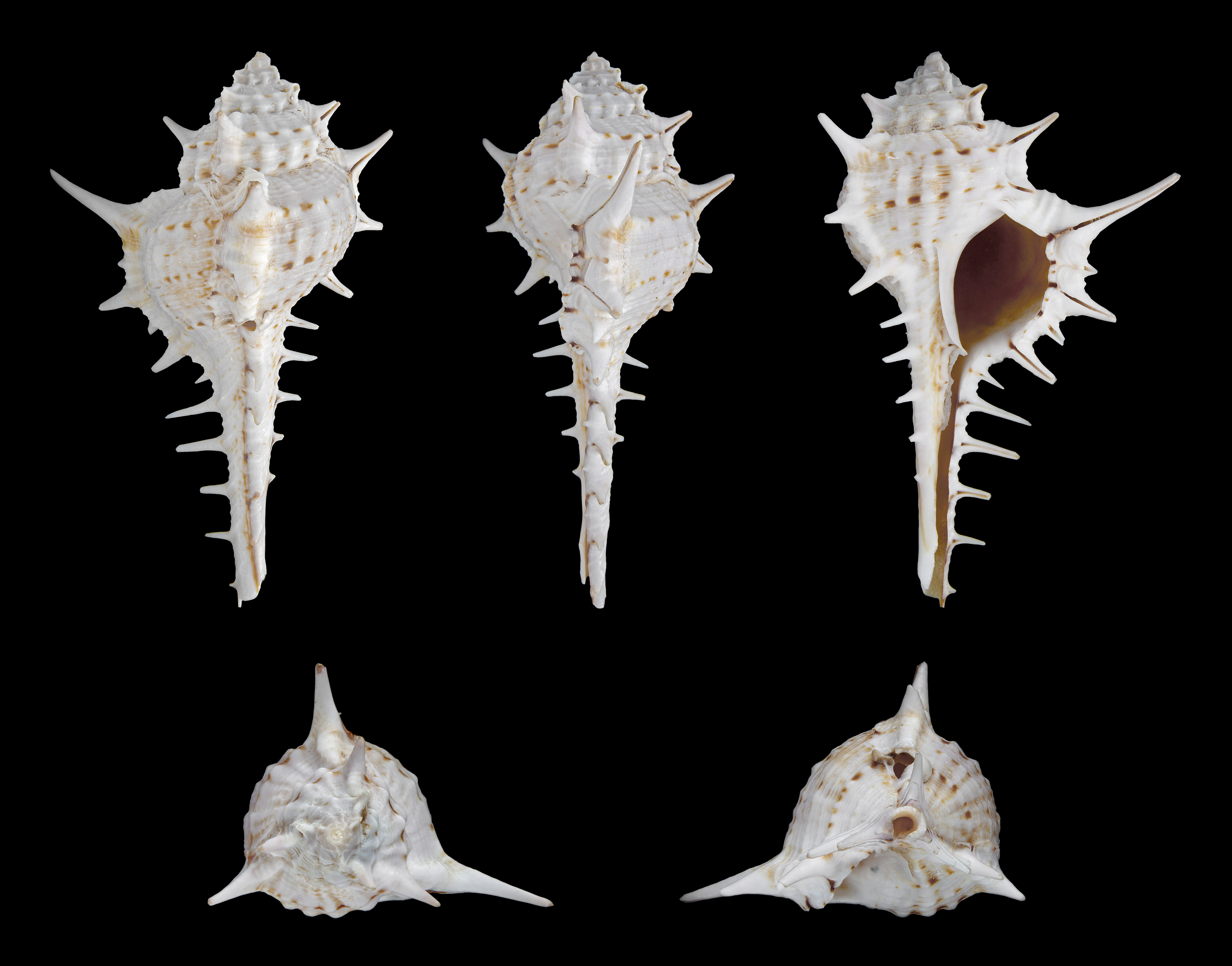
Murex carbonnieri
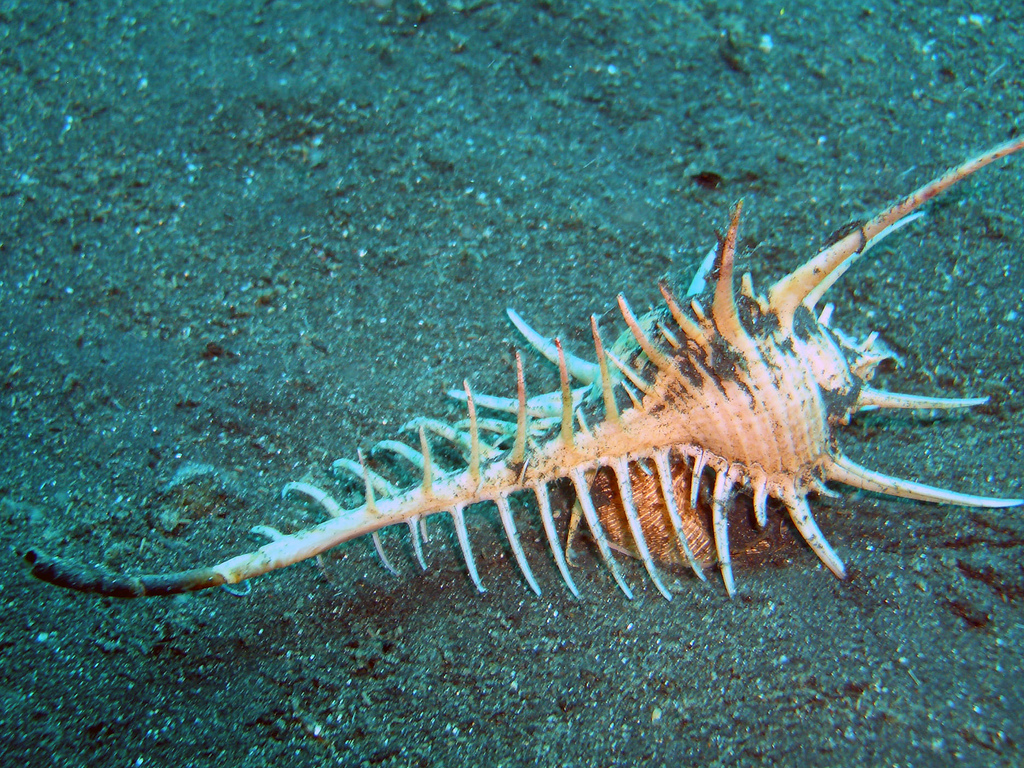
Murex pecten
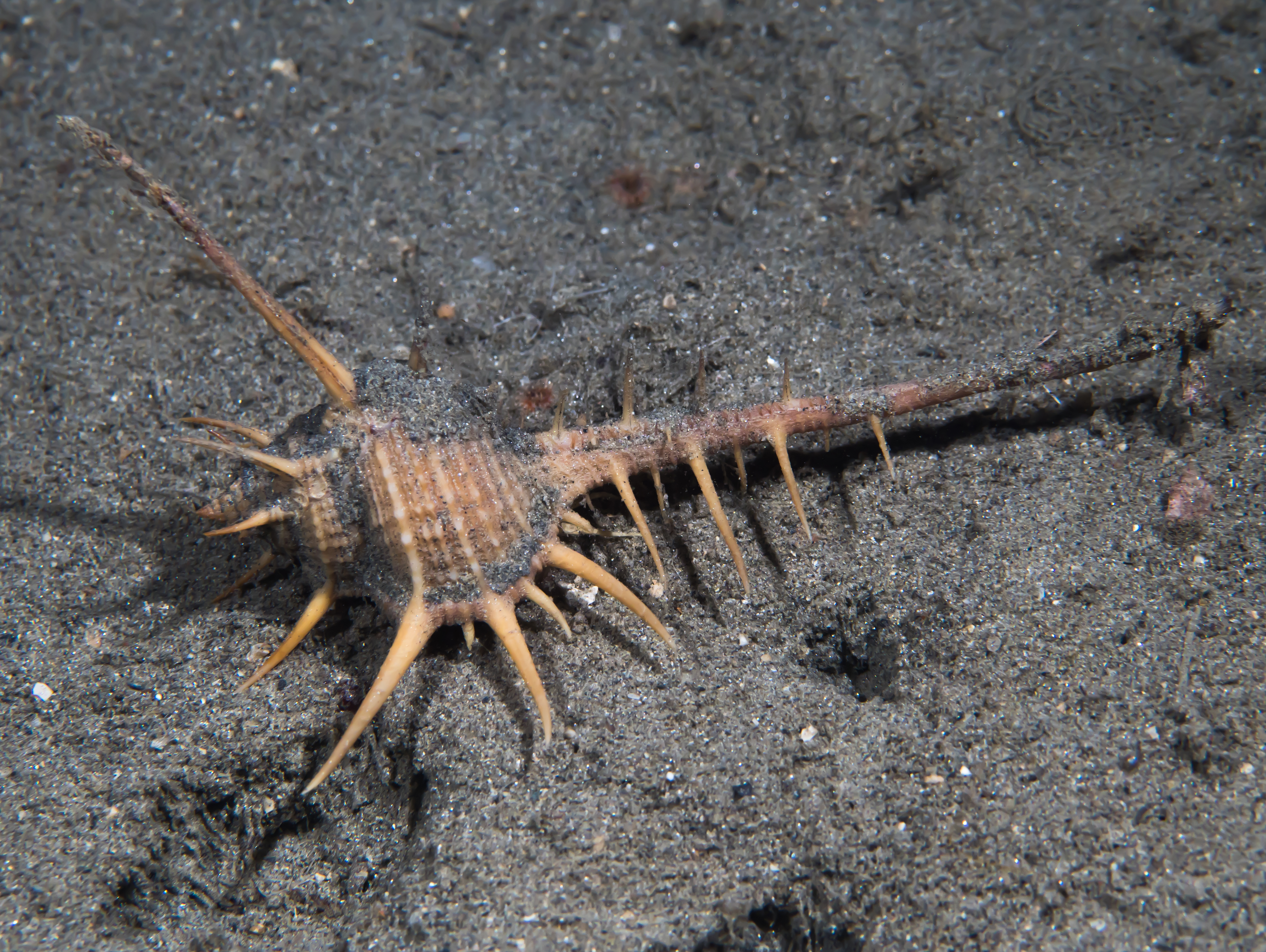
Murex sp.
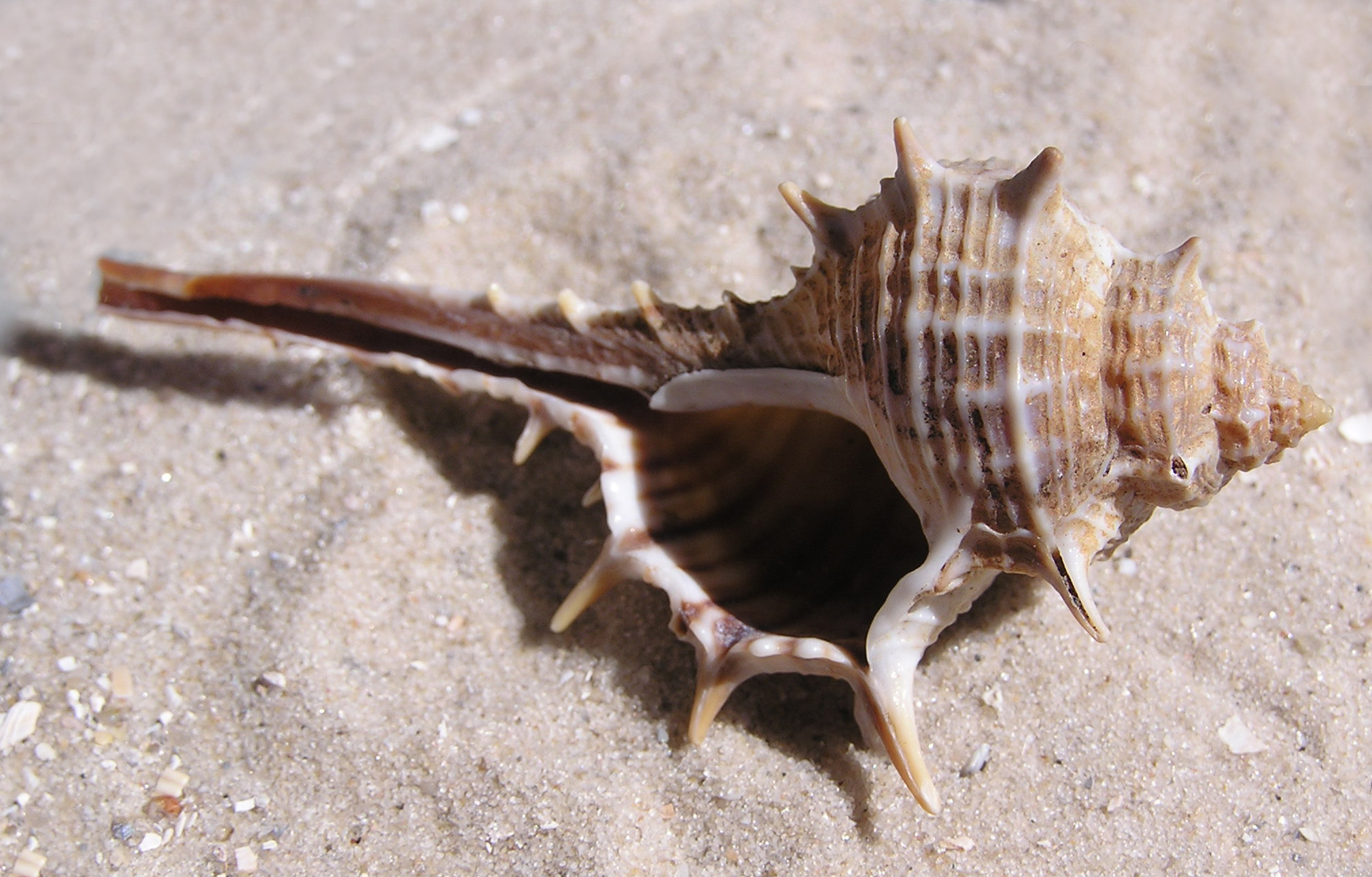
Murex trapa